# Großer Ravensberg
Der Große Ravensberg in der Potsdamer Heide ist eine Erhebung bei Bergholz-Rehbrücke, einem Ortsteil von Nuthetal im Landkreis Potsdam-Mittelmark in Brandenburg. Mit einer Höhe von 108 m ü. NHN ist er der höchste Punkt der Gemeinde.

## Details
Er gehört zum Saarmunder Endmoränenbogen, einer Eisrandlage während der Weichsel-Eiszeit und liegt südlich der Potsdamer Ortsteile Teltower und Templiner Vorstadt im Waldgebiet Ravensberge, das Bestandteil des Landschaftsschutzgebietes Potsdamer Wald- und Havelseengebiet ist. Das Stadtzentrum von Potsdam befindet sich etwa 5 Kilometer nördlich.
Über eine Sichtschneise ist der Berliner Fernsehturm zu erkennen.
Auf dem Großen Ravensberg befindet sich das „Waldhaus Großer Ravensberg“, eine Bildungsstätte des Wald-Jagd-Naturerlebnis e. V.
Über den Berg führt der Europäische Fernwanderweg E 10. Der mit 114,2 Meter höhere Kleine Ravensberg liegt etwa 1,2 km nördlich des Großen Ravensberges.